# Rhodocybe truncata

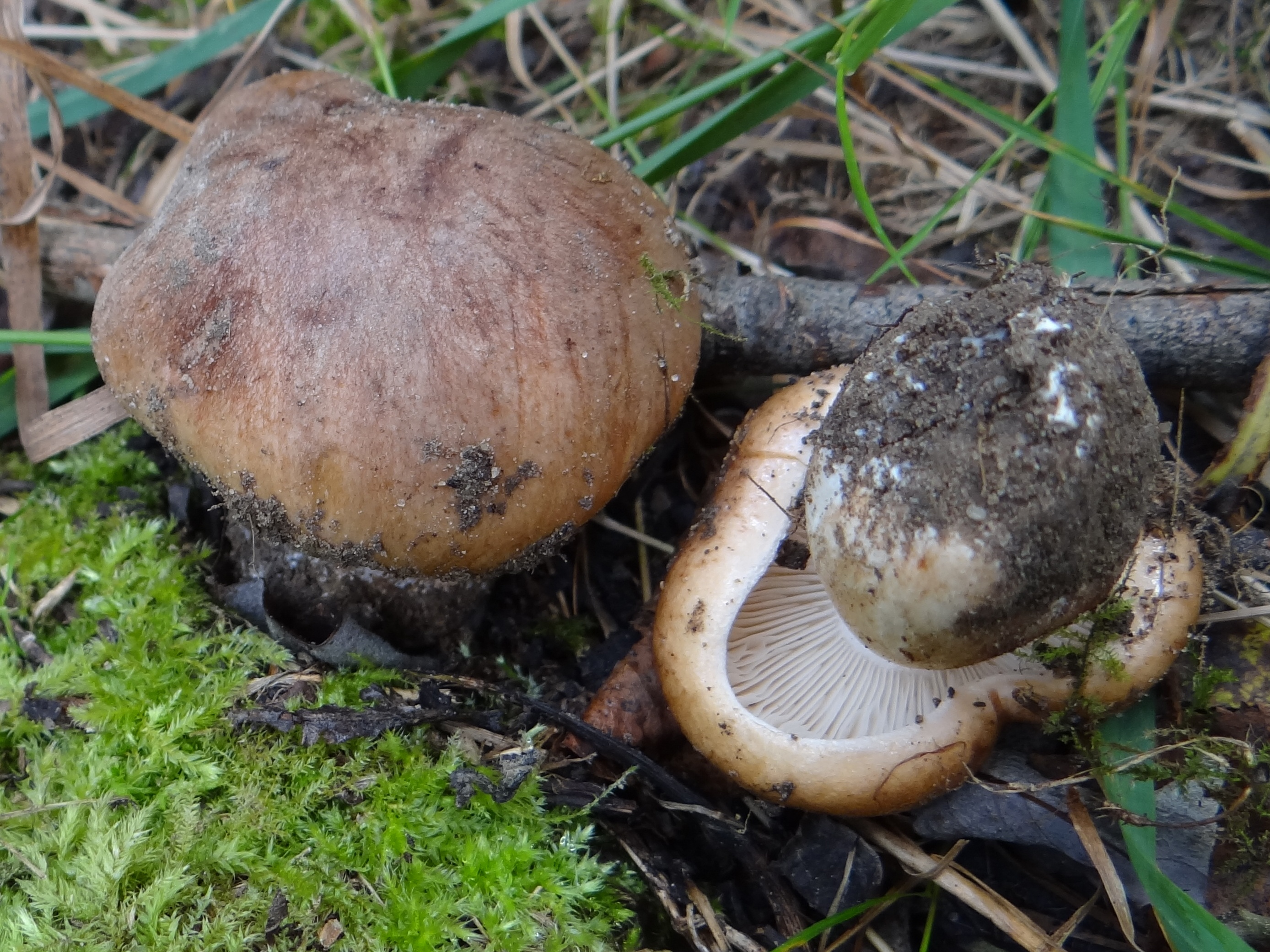

Rhodocybe truncata (Schaeff.) Singer – gatunek grzybów z rodziny dzwonkówkowatych (Entolomataceae).

## Systematyka i nazewnictwo
Pozycja w klasyfikacji według Index Fungorum: Rhodocybe, Entolomataceae, Agaricales, Agaricomycetidae, Agaricomycetes, Agaricomycotina, Basidiomycota, Fungi.
Po raz pierwszy takson ten zdiagnozował w 1774 r. Jacob Christian Schaeffer nadając mu nazwę Agaricus truncatus. Obecną, uznaną przez Index Fungorum nazwę nadał mu w 1947 r. Rolf Singer, przenosząc go do rodzaju Rhodocybe. Synonimy nazwy naukowej:

- Agaricus truncatus Schaeff. 1774
- Hebeloma truncatum (Schaeff.) P. Kumm. 1871
- Tricholoma truncatum (Schaeff.) Quél. 1880
- Gyrophila truncata (Schaeff.) Quél. 1886
- Rhodopaxillus truncatus var. vermicularis Maire 1913
- Rhodocybe truncata subsp. vermicularis (Maire) Singer 1946
- Clitopilus truncatus (Schaeff.) Kühner & Romagn. 1953
- Clitopilus truncatus var. leucopus Kühner & Romagn. 1953
- Hebelomatis truncatum (Schaeff.) Locq. 1979

W 2003 r. Władysław Wojewoda zaproponował polską nazwę włośnianka kakaowa dla gatunku Hebeloma truncatum (Schaeff.) P. Kumm., który według Index Fungorum jest synonimem Rhodocybe truncata (Schaeff.) Singer, nazwa W. Wojewody jest więc niespójna z nazwą naukową. W atlasach grzybów występujących w Polsce podawana jest nazwa rumieniak gromadny dla Rhodocybe gemina (Paulet) Kuyper & Noordel. 1987, synonimizowanym z Rhodocybe truncata sensu auct. Jednakże według checklist W. Wojewody w Polsce Rhodocybe gemina nie występuje, prawdopodobnie więc opisany w tych atlasach grzybów (również w innych) rumieniak gromadny to w istocie Rhodocybe truncata (Schaeff.) Singer., choć nie można wykluczyć również pomyłki Wojewody.

## Występowanie i siedlisko
Występowanie tego gatunku stwierdzono tylko w Europie oraz w Maroku w północnej Afryce. Rośnie głównie w iglastych lasach, szczególnie pod sosnami na piaszczystej ziemi, wśród mchów, rzadziej w lasach mieszanych pod brzozami. Owocniki wytwarza w sierpniu.

## Znaczenie
Grzyb mikoryzowy. Jest smacznym grzybem jadalnym, rzadko jednak jest zbierany, gdyż jest dość rzadki i trudny do rozpoznania.